# Juan Gabriel Pareja
Juan Gabriel Pareja es un actor colomboestadounidense. Conocido por interpretar a Morales en la serie de AMC, The Walking Dead
Juan Pareja Nació y se crio en Houston, Texas. Hijo de padres que emigraron de Colombia, Pareja es un graduado de la Escuela de Artes Tisch en la Universidad de Nueva York.
Los créditos de Pareja en el cine incluyen: Los tres entierros de Melquiades Estrada en 2005, The Mist en 2007, From Mexico with Love en 2009 y Machete en 2010. Fue elegido para interpretar a Morales en la serie The Walking Dead, que se estrenó en 2010.
| Año         | Título                  | Personaje     | Notas                                     |
| ----------- | ----------------------- | ------------- | ----------------------------------------- |
| 2002        | Lone Star State of Mind | Carnal        |                                           |
| 2007        | The Mist                | Morales       |                                           |
| 2009        | From Mexico with Love   | Chucho        |                                           |
| 2009        | Machete                 | Rico          |                                           |
| 2010 / 2017 | The Walking Dead        | Morales       | Recurrente (Temporada 1 y 8, 6 capítulos) |
| 2012        | Hawaii Five-0           | Moku Bradford | 1 episodio                                |
| 2014        | Castle                  | Greg Maxwell  | 1 episodio                                |